# Croton insularis
Espèce
Croton insularis est une espèce de plantes à fleurs du genre Croton et de la famille des Euphorbiaceae présente de l'est du Queensland au nord-est de la Nouvelle-Galles du Sud, en Australie, au Vanuatu et en Nouvelle-Calédonie (y compris les îles Loyauté).

## Description
C'est un arbre pouvant grandir jusqu'à 8 mètres.

### Aspect
L'écorce est grise et lisse ou finement crevassée. Le tronc peut atteindre 20 centimètres de diamètre.

### Feuilles
Alternes, simples et entières, de 2 à 18 centimètres de long. Elles sont argentées sur la face inférieure et deviennent orangées avant de tomber.

### Fleurs
Les inflorescences sont mixtes. Les fleurs mâles et femelles sont minuscules : 1,5 à 2 mm de long.

### Fruits
Globuleux et de couleur argentée, le fruit s'ouvre en trois parties une fois à maturité. Il mesure 5 à 6 mm. Les graines (3 au maximum) mesurent 4 mm de long.

## Habitat
On trouve cette espèce en forêt sèche, à basse et moyenne altitude (de 5 à 600 mètres).

## Utilisation
Cet arbre est utile pour le reboisement car il se comporte en pionnier. Il ne craint pas les dégâts causés par les cerfs.

## Synonymes
- Croton collinus, Pancher ex Baill., 1862
- Croton insularis var. genuinus, Müll.Arg., 1866
- Croton insularis var. parvifolius, Müll.Arg., 1866
- Croton phebalioides, A.Cunn. ex Benth., 1873
- Oxydectes insularis, (Baill.) Kuntze